# Un Anglais à New York (film, 1988)
Pour les articles homonymes, voir Un Anglais à New York.
Pour la chanson de Sting, voir Englishman in New York.
Pour plus de détails, voir Fiche technique et Distribution.
Un Anglais à New York (titre original : Stars and Bars) est un film américain, réalisé par Pat O'Connor,  sorti en 1988.
Adapté d'un livre de William Boyd, le film met en vedette Daniel Day-Lewis dans le rôle d'Henderson Doors.

## Synopsis
Un expert d'art britannique (Daniel Day-Lewis) se déplace à travers l'Amérique afin d'acheter une peinture de Renoir rare dans le Sud, mais il rencontre quelques personnages loufoques au cours de son périple.

## Fiche technique
- Titre : Un Anglais à New York
- Titre original : Stars and Bars
- Production : Pat O'Connor
- Réalisation : Pat O'Connor
- Scénario : William Boyd
- Compositeur : Stanley Myers
- Musique du générique : Stanley Myers
- Producteur : Sanford Lieberson, Susan Richards, Sheldon Schrager et Jack Cummins
- Directeur de la photographie : Jerzy Zielinski
- Monteur : Michael Bradsell
- Directeur artistique : Becky Block
- Chef décorateur : Stuart Craig et Leslie Dilley
- Décoratrice : Anne Kuljian
- Directeur de casting : Risa Bramon Garcia et Billy Hopkins
- Premier assistant réalisateur : Ned Dowd
- Costumière : Ann Roth
- Scripte : Paula Squires Asaff
- Second assistant réalisateur : Cherylanne Martin
- Langue : Anglais
- Format : Couleur
- Ratio : 1.85 : 1
- Son : Dolby
- Genre : Comédie
- Durée : 94 minutes
- Dates de sortie : 
  - États-Unis : 18 mars 1988

### Distribution
- Daniel Day-Lewis : Henderson Dores
- Harry Dean Stanton : Loomis Gage
- Kent Broadhurst : Ben Sereno
- Maury Chaykin : Freeborn Gage
- Matthew Cowles : Beckman Gage
- Joan Cusack : Irene Stein
- Keith David : Eugene Teagarden
- Spalding Gray : Reverend T.J. Cardew
- Glenne Headly : Cora Gage
- Laurie Metcalf : Melissa
- Bill Moor : Edgar Beeby
- Deirdre O'Connell : Shanda Gage
- Will Patton : Duane Gage
- Martha Plimpton : Bryant
- Rockets Redglare : Peter Gint
- Beatrice Winde : Alma-May